# Mariene ecoregio Koraalzee
De Mariene ecoregio Koraalzee (150) (Engels: Coral Sea marine ecoregion) is een biogeografische regio en ligt in het zuidwesten van de Grote Oceaan in de Mariene provincie Tropische Zuidwestelijke Stille Oceaan (35) in het Marien rijk Centrale Indo-Pacific. De mariene ecoregio is vastgesteld door het World Wide Fund for Nature en The Nature Conservancy en is vernoemd naar de Koraalzee.
In het oosten grenst het gebied aan de mariene ecoregio Nieuw-Caledonië (149), in het zuiden aan de mariene ecoregio Tweed-Moreton (202), in het zuidwesten aan de mariene ecoregio Centraal en Zuidelijk Groot Barrièrerif (143), in het noordwesten aan de mariene ecoregio Straat Torres en Noordelijk Groot Barrièrerif (142) en in het noorden aan de mariene ecoregio Zuidoostelijk Papoea-Nieuw-Guinea (137).

## Geografie
De mariene ecoregio ligt in het zuidwesten van de Grote Oceaan ten noordoosten van Australië ligt in de Koraalzee, exclusief de ongeveer 100 kilometer brede kustzone met daar het Groot Barrièrerif.
Door het gebied stromen de Oost-Australische stroom en de Pacifische Zuidequatoriale stroom.

## Biogeografie
Het gebied kent zeeleven dat houdt van tropische temperaturen.